# Ognjen Cvitan
Ognjen Cvitan (ur. 10 października 1961 w Szybeniku) – chorwacki szachista i trener szachowy (FIDE Trainer od 2010), arcymistrz od 1987 roku.

## Kariera szachowa
W 1981 roku zdobył tytuł mistrza świata juniorów. W 1990 roku zadebiutował na olimpiadzie szachowej w Nowym Sadzie, w trzeciej reprezentacji Jugosławii. W kolejnych olimpiadach, w latach 1992–2006 siedmiokrotnie reprezentował Chorwację. Na olimpiadzie w Manili (1992) zdobył złoty medal za wynik na VI szachownicy. Pomiędzy 1989 a 2003 wystąpił sześciokrotnie na drużynowych mistrzostwach Europy, w roku 1989 w Hajfie zdobywając wraz z szachistami jugosłowiańskimi srebrny medal.
W 1998 r. zdobył w Puli brązowy medal mistrzostw Chorwacji. W 2001 r. wystąpił w Moskwie w rozegranym systemem pucharowym turnieju o mistrzostwo świata, w I rundzie przegrywając z Aleksandrem Łastinem.
Zwyciężył bądź podzielił I miejsca w międzynarodowych turniejach w Pradze (1987), Genewie (1988), Vršacu (1989, memoriał Borislava Kosticia), Mendrisio (1989, wspólnie z Draganem Barlovem), Cannes (1990, wspólnie m.in. z Josifem Dorfmanem i Kevinem Spraggettem), Bad Ragaz (1992, wspólnie m.in. z Janem Ambrozem), Forli (1993, wspólnie z Igorem Nowikowem), Liechtensteinie (1994), Cannes (1996, wspólnie m.in. z Matthew Sadlerem, Borysem Czatałbaszewem i Władisławem Tkaczewem), Rijece (2001), Zadarze (2001, wspólnie z Blažimirem Kovačeviciem), Oberwarcie (2001, wspólnie m.in. z Michaiłem Ułybinem, Wjaczesławem Ejnhornem i Mladenem Palacem), Rijece (2001), Bizovacu (2002) oraz w Puli (2004, wspólnie m.in. z Bojanem Kurajicą, Robertem Zelciciem i Michele Godeną). W 2009 r. zajął II m. (za Ahmedem Adlym) i zdobył srebrny medal rozegranych w Rijece indywidualnych mistrzostwach państw śródziemnomorskich. W 2014 r. zwyciężył w Golden Island Krk Open.
Najwyższy ranking w dotychczasowej karierze osiągnął 1 lipca 1994 r., z wynikiem 2585 punktów dzielił wówczas 73-82. miejsce na światowej liście FIDE, jednocześnie zajmując 1. miejsce wśród chorwackich szachistów.